# آرکایو (گروه موسیقی)
آرکایو (به انگلیسی: Archive) نام گروه موسیقی انگلیسی است که در لندن شکل گرفت. آرکایو در سبک‌های مختلفی از جمله تریپ هاپ و پراگرسیو راک کار می‌کنددر طول بیست و هشت سال فعالیت، آرکایو ۹ آلبوم منتشر کرده و موفقیت چشمگیری در اروپا داشته‌است. این در حالی است که آرکایو در انگلستان گروه نسبتاً ناشناخته و مهجوری است.
از چندین ترانه آرکایو به عنوان موسیقی متن فیلم‌های اکثراً فرانسوی استفاده شده‌است. موسیقی متن فیلم میشل وایانت. که فیلمی در مورد مسابقات اتوموبیل رانی می‌باشد در سال ۲۰۰۳ توسط گروه آرکایو نوشته و اجرا شده‌است. ترانه‌های متن این فیلم تحت آلبومی با نام میشل وایانت انتشار یافته‌است

## اعضا
Danny Griffiths
Darius Keeler
Dave Pen
Pollard Berrier
Maria Q
Jonathan Noyce
Rosko John
Steve Harris
Steve Davis

## آلبومها
Londinium
Take My Head
You All Look the Same to Me
Michel Vaillant
Noise
Lights
Controlling Crowds Part I-III
Controlling Crowds – Part IV
With Us Until You're Dead 2012
Archive - Axiom 2014
Archive - Restriction
The False Foundation
Archive - 25